# Мирмиран (титул)
Мирмира́н (тур. Mirmiran) — военный титул османских пашей, аналогичный титулу бейлербея, правителя эялета. Изначально титул присваивался двум пашам: правителю Кюстендила — мирмирана Румелии; правителю Эрзурума — мирмирана Анатолии; однако затем число носителей титула увеличилось до 20. Само слово «мир-миран» означает «комендант над комендантами».
Деятельность мирмирана обеспечивал хасс, приносивший держателю в зависимости от местоположения от 650 000 (Боснийский эялет) до 1 100 000 акче (Румелия) в год. Мирмирану позволялось использовать бунчук с двумя конскими хвостами.